# Julia Freyová
Julia Blochová Freyová (* 25. července 1943 Louisville, Kentucky) je americkou historičkou francouzské literatury a kultury devatenáctého století.
Studovala v USA, v Mexiku a ve Francii. Studia zakončila doktorátem na univerzitě v Yale. Věnuje se francouzské literatuře a kultuře 19. století. Významný je její zájem o osobnost malíře Henriho de Toulouse Lautrec. V roce 1994 vyšla následně hojně překládaná a několika cenami ověnčená biografická kniha Toulouse-Lautrec, a life (Viking Press, New York; česky jako Henri de Toulouse Lautrec v roce 1999 BB art), která je zásadní prací k danému tématu. Roku 1999 také jako kurátorka a autorka rozsáhlého katalogu připravila výstavu Toulouse-Lautrec in the Metropolitan Museum of Art.